# Yared Nuguse
Yared Nuguse (født 1999) er en amerikansk mellemdistanceløber.
Han repræsenterede USA ved sommer-OL 2024 i Paris, hvor han tog bronzemedalje i 1500 meter.